# Wasilij Komarow

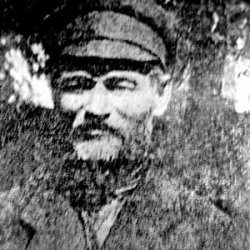

Wasilij Iwanowicz Komarow, właśc. Wasilij Tierientjewicz Pietrow, ros. Василий Терентьевич Петров (ur. 1877 w guberni witebskiej, zm. 1923) – rosyjski seryjny morderca zwany Szabołowskim zabójcą lub Człowiekiem-maszyną. W latach 1921–1923 zamordował w Moskwie 33 mężczyzn.

## Życiorys
Urodził się w jednej ze wsi guberni witebskiej, w rodzinie wielodzietnej. Cała rodzina nadużywała alkoholu, Wasilij regularnie pił wódkę od 15. roku życia. Po czterech latach służby w armii carskiej, w 1904 ożenił się.
W czasie wojny rosyjsko-japońskiej 1904-1905 Wasilij wyjeżdżał kilkakrotnie na Daleki Wschód, gdzie zarobił znaczną sumę pieniędzy, które wkrótce roztrwonił. Pozbawiony środków do życia okradł magazyn wojskowy, za co został skazany na rok więzienia. W czasie gdy siedział w więzieniu, jego żona zmarła na cholerę. Po odbyciu kary przeniósł się do Rygi, gdzie ożenił się z wdową Sofią.
W czasie I wojny światowej, kiedy wojska niemieckie wkroczyły na Łotwę, Wasilij przeniósł się na Powołże. Po rewolucji październikowej wstąpił w szeregi Armii Czerwonej, nauczył się pisać i czytać i wkrótce został dowódcą plutonu. W czasie wojny domowej został wzięty do niewoli przez oddziały Denikina. Z niewoli udało mu się uciec, ale obawiając się, że trafi przed sąd bolszewicki, przyjął imię Wasilija Iwanowicza Komarowa.
W 1920 przyjechał do Moskwy i zamieszkał na ulicy Szabołowskiej 26. Pracował jako woźnica, ale dorabiał, okradając klientów.

## Zabójstwa
Od wiosny 1921, kiedy wprowadzono w Rosji NEP, Komarow rozwinął swoją przestępczą działalność. Kupców, którzy chcieli sprzedać mu atrakcyjny towar, zapraszał do domu, upijał, a następnie zabijał ciosami młotka lub dusząc. Po ograbieniu zwłok, pakował je do worka i wrzucał do rzeki lub zakopywał. W 1921 dokonał 17 zabójstw, a w latach 1922–1923 kolejnych dwunastu zabójstw. W 1922 o zabójstwach dowiedziała się żona Komarowa, która przyjęła tę wiadomość ze spokojem i sama pomagała mężowi w kolejnych zbrodniach.
W początkach 1923 milicja znalazła ciało jednej z ofiar Komarowa i podjęła intensywne śledztwo. 17 marca 1923 milicjanci wkroczyli do mieszkania Komarowa, ale on zdołał wyskoczyć przez okno. Kilka godzin później został ujęty w pobliżu wsi Nikolskoje k. Moskwy.

## Proces i wyrok
W toku poszukiwań nie udało się odnaleźć ciał wszystkich ofiar Komarowa. Proces, który rozpoczął się w Moskwie 6 czerwca 1923, wzbudził ogromne zainteresowanie. W toku procesu Komarow opisywał szeroko swoją działalność, podkreślając, że czynił to dla korzyści majątkowej i zabijał tylko spekulantów. Zabójca nie okazał skruchy w trakcie procesu, co więcej, twierdził, że chciał zabić co najmniej 60 osób i był dumny z tego, że stał się sławny. Psychiatrzy uznali Komarowa za osobę poczytalną, choć zdegenerowaną przez alkohol. Sąd moskiewski skazał Komarowa i jego żonę na karę śmierci przez rozstrzelanie. Wyrok wykonano w 1923 roku.